# Ghamat
Ghamat (perski: قامت) – wieś w Iranie, w ostanie Azerbejdżan Zachodni. W 2006 roku  liczyła 63 mieszkańców w 20 rodzinach.